# Diplomacy (film, 1916)
Pour plus de détails, voir Fiche technique et Distribution.
Diplomacy est un film muet américain, réalisé par Sidney Olcott pour Famous Players avec Marie Doro comme vedette, sorti aux États-Unis en 1916.

## Fiche technique
- Réalisation : Sidney Olcott
- Scénario : Hugh Ford d'après la pièce homonyme de Victorien Sardou
- Production : Adolph Zukor pour Famous Players
- Distribution : Paramount
- Longueur : 5 bobines
- Date de sortie :
  - États-Unis : 27 février 1916 (New York)
- Licence : Famous Players Film Co.; 23 Feb 1916; LU7689

## Distribution
- Marie Doro : Dora
- Elliott Dexter : Julian Beauclerc
- Edith Campbell : Comtesse Zicka (créditée Edith Campbell Walker)
- George Majeroni : comte Orloff
- Frank Losee : Henri Beauclerc
- Russell Bassett : Baron Stein
- Ruth Rose : Mion

## Anecdotes
Le film a été tourné à Palm Springs en Floride.
Une copie incomplète est conservée à la Bibliothèque du Congrès à Washington DC.
Marie Doro reprend le rôle qu'elle a créé au théâtre, à Broadway.
Diplomacy a fait l'objet d'un remake en 1926. Produit par Paramount, il a été réalisé par Marshall Neilan avec Blanche Sweet, son épouse à l'époque.